# Krușovene, Plevna
Krușovene (în bulgară Крушовене) este un sat în comuna Dolna Mitropolia, regiunea Plevna, Bulgaria. Satul a fost locuit de români.

## Demografie
Componența etnică a satului Krușovene
     Bulgari (98,32%)
     Nicio identificare (0,94%)
     Altele (0,73%)
La recensământul din 2011, populația satului Krușovene era de 956 locuitori. Din punct de vedere etnic, majoritatea locuitorilor (98,32%) erau bulgari. Pentru 0,94% din locuitori nu este cunoscută apartenența etnică.